# Pretty Woman (film)
Pretty Woman is een Amerikaanse speelfilm uit 1990 onder regie van Garry Marshall.

## Verhaal
De rijke zakenman zonder scrupules Edward (Richard Gere) neemt de prostituee Vivian (Julia Roberts) mee naar zijn hotel. Hij is zo gecharmeerd door haar dat hij haar voor zijn hele verblijf in Los Angeles inhuurt. Ze leren veel van elkaar. Edward hoe hij een beter mens moet zijn en Vivian hoe ze zich als een dame moet gedragen. Ook neemt langzaamaan haar zelfvertrouwen toe en wil ze de prostitutie de rug toekeren. De twee worden verliefd op elkaar, maar een relatie tussen hen lijkt onmogelijk.

## Rolverdeling
| Acteur            | Personage                   |
| ----------------- | --------------------------- |
| Richard Gere      | Edward Lewis                |
| Julia Roberts     | Vivian Ward                 |
| Ralph Bellamy     | James Morse                 |
| Jason Alexander   | Philip Stuckey              |
| Laura San Giacomo | Kit De Luca                 |
| Héctor Elizondo   | Barney Thompson             |
| Hank Azaria       | Detective (Hollywood Blvd.) |
| Alex Hyde-White   | David Morse                 |
| Amy Yasbeck       | Elizabeth Stuckey           |
| Elinor Donahue    | Bridget                     |
| Bill Applebaum    | Howard                      |
| Billy Gallo       | Carlos                      |

## Casting
Julia Roberts werd gekozen voor de hoofdrol nadat Meg Ryan, Michelle Pfeiffer, Sarah Jessica Parker, Daryl Hannah, Brooke Shields en Sandra Bullock hadden bedankt voor de rol.

## Prijzen
Julia Roberts werd genomineerd voor een Academy Award voor Beste Actrice, maar won de prijs uiteindelijk niet. Ze won wel de Golden Globe voor Beste Actrice.

## Trivia
- Het nummer Oh, pretty woman van Roy Orbison uit 1964 was de inspiratie voor de titel en is te horen in de film.
- Het verhaal van de film is geïnspireerd op de musical My Fair Lady maar wel in een modern jasje.
- "Niet zo friemelen", is een veel voorkomende uitspraak van Edward tegen Vivian.
- Roberts en Gere speelden weer samen in de film Runaway Bride.